# Эрфурт/Веймар (аэропорт)
Аэропорт Эрфурт/Веймар (нем. Flughafen Erfurt—Weimar (ИАТА: ERF, ИКАО: EDDE)) — аэропорт, обслуживающий города Эрфурт и Веймар в Германии. Аэропорт находится в 5 км к западу от центра Эрфурта и обслуживает сезонные чартерные рейсы.

## История
Первый аэропорт Эрфурта, также известный как Эрфурт-Северный, был построен в середине 1920-х годов на севере города. В начале Второй мировой войны он стал авиабазой Люфтваффе, и все пассажирские рейсы были прекращены.  С окончанием войны в 1945 году Эрфурт-Северный был закрыт, но в 1956 году Общество спорта и техники ГДР возобновило здесь полеты планеров. В 1974 году старый аэропорт был снесён, и на его месте началось строительство жилого района.
Современный аэропорт был построен в 1935 году.  В 1945 году аэродром был захвачен Красной Армией, которая в 1950-х годах разместила здесь дежурную часть с истребителями МиГ-15.  Примерно в 1957 году аэродром был передан властям Восточной Германии, которые расширили его и построили бетонную взлетно-посадочную полосу длиной 2000 м. До 1980 года аэропорт обслуживал внутренние пассажирские рейсы, выполнявшиеся Deutsche Lufthansa (впоследствии Interflug). Кроме того, выполнялись международные рейсы в страны восточного блока. Также аэропорт Эрфурт был базой сельскохозяйственной авиации Interflug.
После объединения Германии аэропорт Эрфурт был реконструирован, а взлетно-посадочная полоса была увеличена до 2600 м.
В 2011 году аэропорт был переименован в Аэропорт Эрфурт-Веймар.
Несмотря на то, что аэропорт является крупнейшим в Тюрингии и обслуживает административный центр федеральной земли, он не принимает внутренние рейсы. Рейсы в аэропорт Мюнхена, выполнявшиеся Cirrus Airlines, были прекращены в 2012 году в связи с закрытием авиакомпании. В 2017 году Эрфурт был связан новой высокоскоростной железнодорожной линией Мюнхен-Берлин с линией Дрезден-Франкфурт, в результате чего стало возможным добраться до Франкфурта, Берлина и Мюнхена за два часа по железной дороге, и необходимость во внутренних авиарейсах отпала. После закрытия авиакомпании Germania в начале 2019 года многие рейсы из аэропорта были прекращены.

## Инфраструктура
В аэропорту есть два терминала: A и B, но в настоящее время используется только терминал B. Он имеет две стоянки для самолетов и четыре выхода на посадку на двух уровнях, выходы на вернём уровне оборудованы телетрапами. Также у аэровокзала есть места для посадки на перронные автобусы. В терминале есть несколько магазинов и ресторанов, терраса для посетителей, туристические агентства и агентства по аренде автомобилей.

## Статистика
Данные из запроса в Викиданные.